# 罗勒维尔
罗勒维尔（法語：Rolleville，法語發音：[ʁɔlvil]）是法国滨海塞纳省的一个市镇，属于勒阿弗尔区。

## 地理
罗勒维尔（49°34'57"N, 0°12'40"E）面积7.06 平方千米，位于法国诺曼底大区滨海塞纳省，该省份为法国北部沿海省份，其西部及北部濒大西洋英吉利海峡，东起顺时针与索姆省、瓦兹省、厄尔省和卡爾瓦多斯省接壤。
与罗勒维尔接壤的市镇（或旧市镇、城区）包括：埃普维尔、丰特奈、马内格利斯、马讷维莱特、蒙蒂维利耶、贝克圣母村、圣马丹迪贝克。

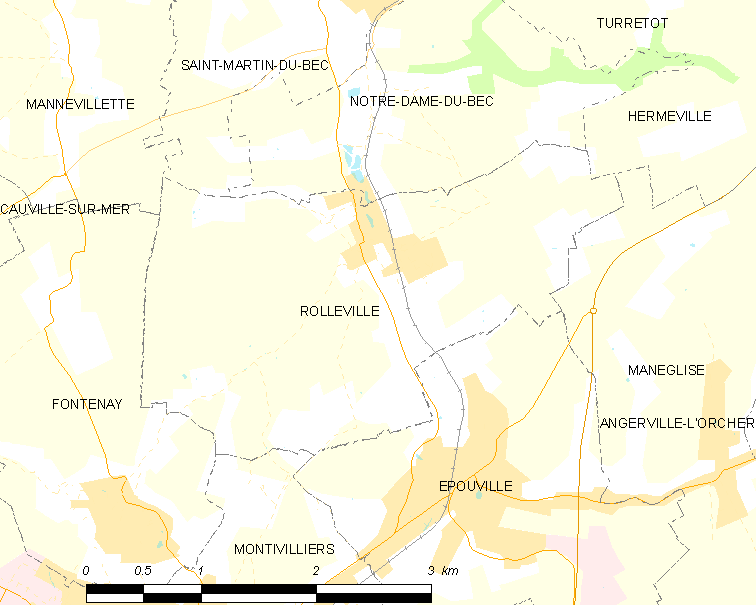
罗勒维尔的OSM定位图

罗勒维尔的时区为UTC+01:00、UTC+02:00（夏令时）。

## 行政
罗勒维尔的邮政编码为76133，INSEE市镇编码为76534。

## 政治
罗勒维尔所属的省级选区为滨海奥克特维尔县。

## 人口

1962-2008年间罗勒维尔人口变化图示

罗勒维尔于2022年1月1日时的人口数量为1217人。